# とんがりコーン

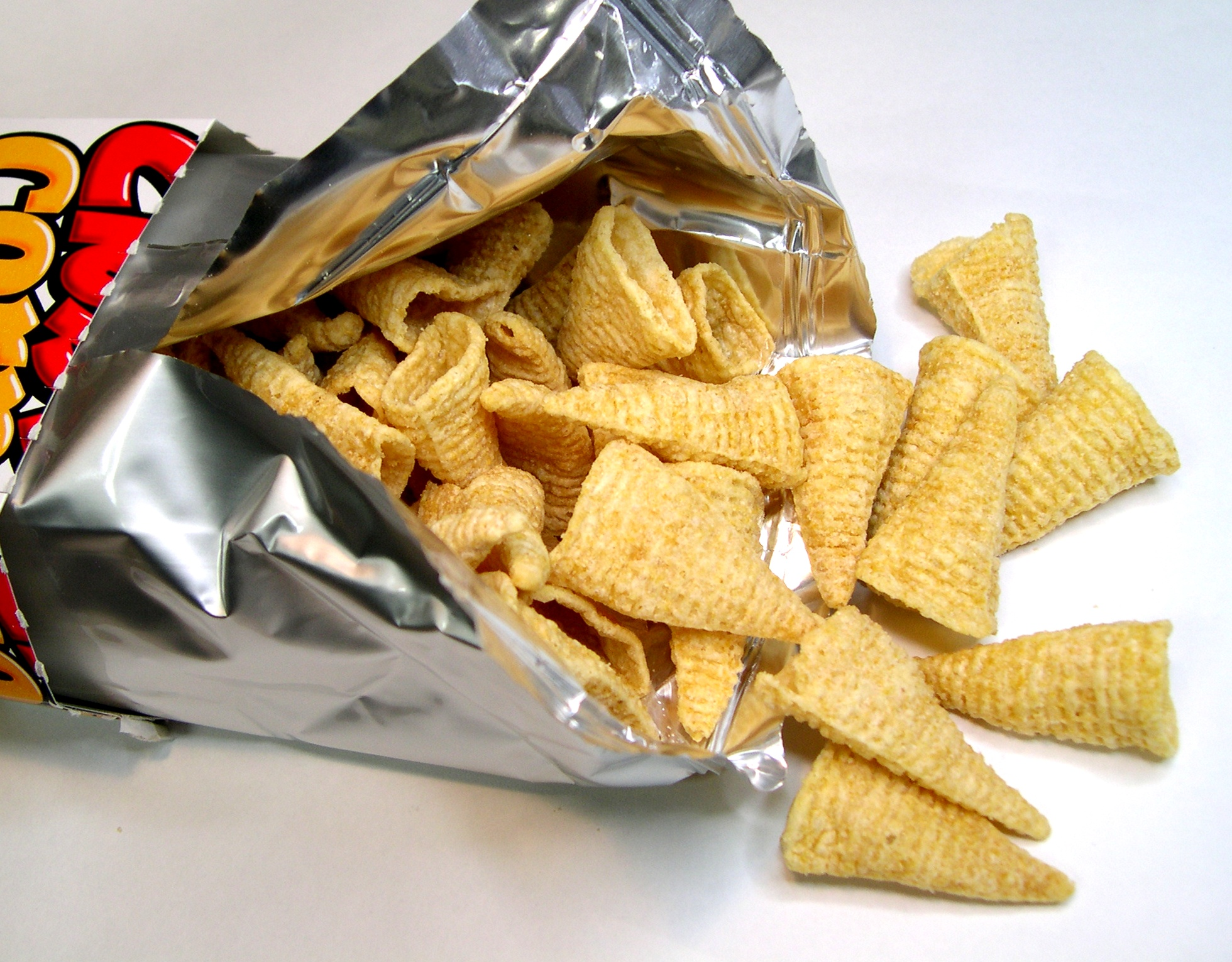
とんがりコーン
（焦がしバター醤油味）
菓子1個は約4.5×2.5cm、約0.87g

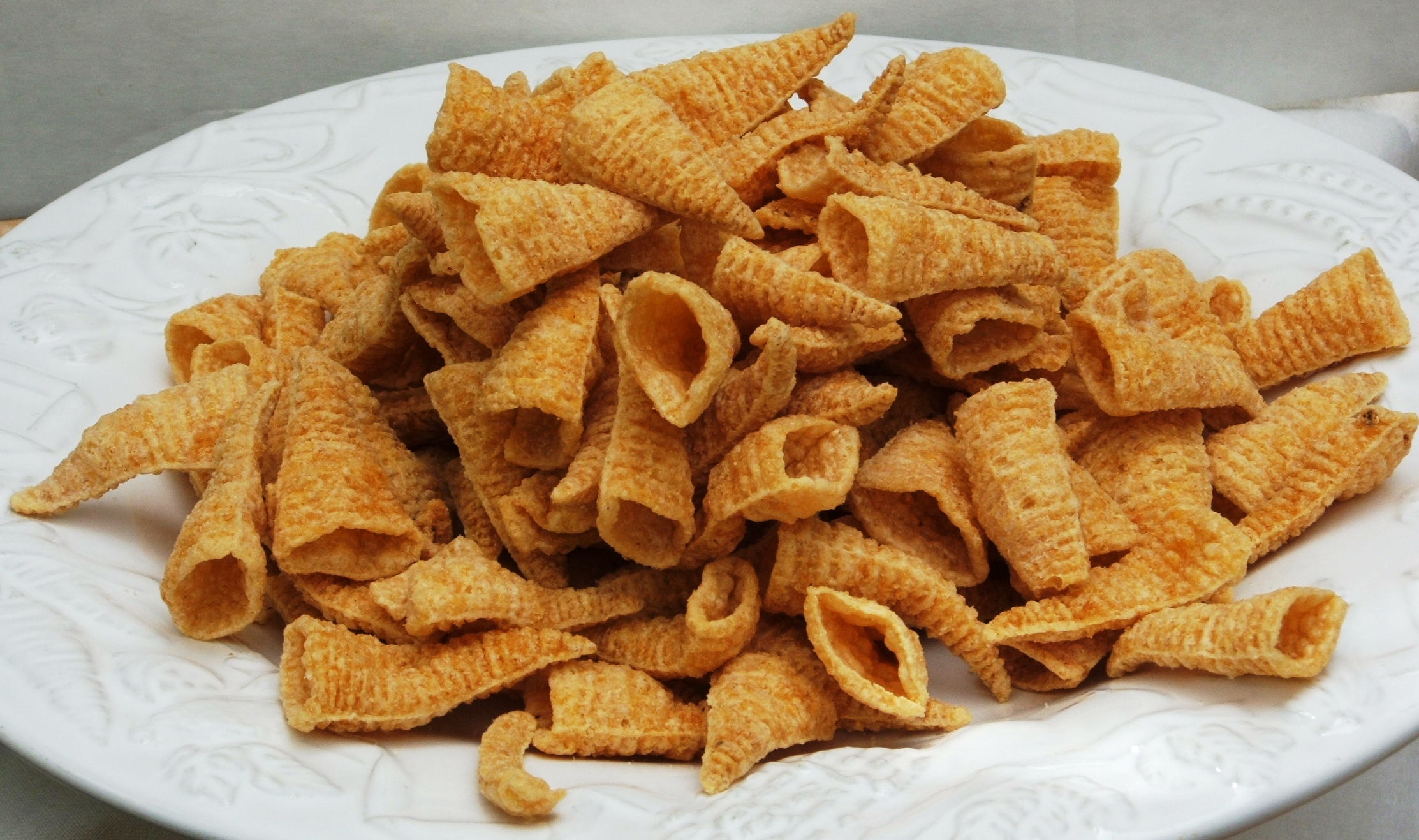
ゼネラル・ミルズ社のBUGLES（ビューグルズ）

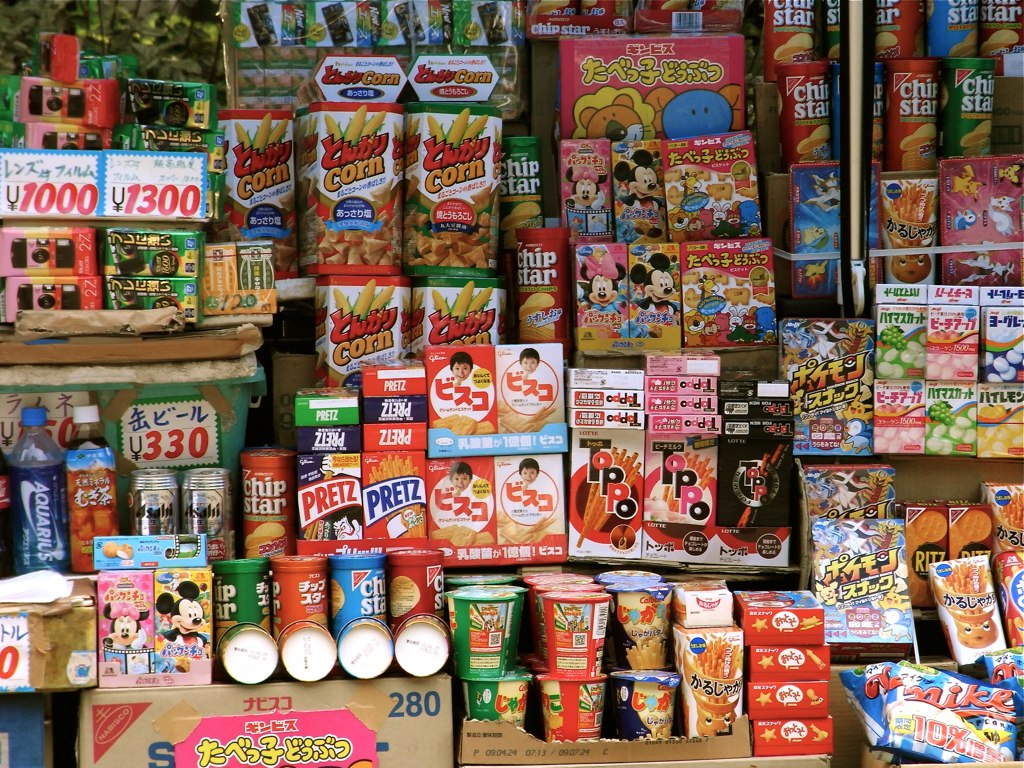
小売店での陳列例

とんがりコーンは、ハウス食品が製造するスナック菓子。トウモロコシを主原料としており、円錐形をややつぶしたような独特な形状をしている。パッケージの表記は「とんがりCorn」であり、cornはトウモロコシのことを指す。指にはめて食べる人もいる。

## 発売
1977年に、ハウス食品が米国のゼネラル・ミルズ（General Mills）と提携しスナック菓子部門に進出、翌年の1978年に発売した。あっさり塩味のほか、焼きとうもろこし味やバターしょう油味、地域限定の沖縄ゴーヤーチャンプルー味や北海道スイートコーン味も発売されている。ゼネラル・ミルズとの技術提携により製造されており、ゼネラル・ミルズではBUGLES（ビューグルズ。形状がビューグルの朝顔状の先端に似ているため）の商品名で同様の商品を発売している。製造はハウス食品の静岡工場。包装は六角柱形の紙パッケージで、内容量は80g。2019年現在は75g。2025年6月現在は68g。

## 原材料
（あっさり塩味）とうもろこし、植物油脂、食塩（深層水結晶塩）、砂糖、粉末しょう油、香辛料、調味料（無機塩等）、重曹、カラメル色素、酸化防止剤（ビタミンE）。原材料の一部に小麦を含む。

## CM
当初はアメリカの広大なトウモロコシ畑を舞台にしたカントリーウエスタン仕立てであり、国広富之がCMキャラクターを務め、CMソングはトランザムが歌った。
皮をむいたトウモロコシのアップから無数のとんがりコーンが宙を回る演出は長年にわたり使用された。1985年にはハウスCM常連タレントの一人河合奈保子とトランザムのNOBU（高橋伸明）による君は綺麗なままで（NAO&NOBU名義）が作られた（河合は歌のみ、映像出演はしていない）。その後CMソングの担当はクリスタルキングに移るが、CMキャラクターが羽賀研二に代わった際にトランザム版が復活した時期があった。
- 1986年〜1990年：田原俊彦
- 1990年〜1994年：植草克秀
- 1994年〜1995年：内海光司・赤坂晃
- 1995年：イチロー
- 1999年〜2000年：藤原竜也
- 2001年〜2007年：今井翼（当時タッキー&翼）
- 2007年〜2010年：嵐
- 2011年〜2013年：中山優馬（NYC）、重岡大毅（7 WEST）、金内柊真（Shadow WEST）、松島聡（Sexy Zone）、マリウス葉（Sexy Zone）
- 2014年：中山優馬、ふぉ〜ゆ〜
- 2015年：中山優馬、岸優太（Mr.King vs Mr.Prince）、阿部顕嵐（Travis Japan、Love-tune）
- 2016年：井ノ原快彦（V6/20th Century）

## 現在の商品ラインナップ
※ 2022年4月現在
あっさり塩味
とんがりコーン発売時の1977年より長らく販売されている基本フレーバー。発売当初は単に塩味と表記されていたが1990年代以降より現在の表記となった。
焼きとうもろこし味
1984年より発売。あっさり塩味に次ぐロングラン商品であり、現在の売れ筋商品でもある。
バターしょうゆ味
2021年より発売。

## 過去の商品ラインアップ[4]
コンソメパンチ味
1982年発売。
バターコーン味
1986年発売。
チリ風味味
1987年発売。
チーズ味
1988年発売。
ビーフコンソメ味
1989年発売。
和風バーベキュー味
1990年発売。
コーンポタージュ味
1992年発売。
ローストガーリック味
1994年発売。
メキシカンチリ味
1994年発売。
サワークリーム＆オニオン味
1994年発売。
フレッシュチーズ味
1995年発売。
のりマヨネーズ
1996年発売。
コーンクリーム味
1997年発売。
クランチピーナッツ味
1997年発売。
ベーコンマヨネーズ味
1998年発売。
オニオンバター味
1998年発売。
ロブスター味
1999年発売。
ダブルチーズ味
1999年発売。
エビチリソース味
2000年発売。
オニオングラタンスープ味
2000年発売。
バターコーン味
2001年発売。
クリーミーチーズ味
2001年発売。
ジューシーステーキ味
2001年発売。
ローストガーリック味
2001年発売。
てりやきチキン味
2002年発売。
カルボナーラ味
2002年発売。
タルタルソース味
2003年発売。
コンソメトマト味
2003年発売。
ゴマだれマヨネーズ味
2004年発売。
こくチーズ味
2004年発売。
ツナマヨ味
2005年発売。
焦がしバター味
2005年発売。
テリヤキマヨネーズ味
2006年発売。
ベイクドチーズ味
2006年発売。
バターしょうゆ味
2008年発売。
コーンマヨネーズ味
2009年発売。